# Stefan Szczurowski
Stefan Szczurowski (Perth, 17 de abril de 1982) es un deportista australiano que compitió en remo. Participó en los Juegos Olímpicos de Atenas 2004, obteniendo una medalla de bronce en la prueba de ocho con timonel.

## Palmarés internacional
| Juegos Olímpicos | Juegos Olímpicos | Juegos Olímpicos  | Juegos Olímpicos |
| Año              | Lugar            | Medalla           | Prueba           |
| ---------------- | ---------------- | ----------------- | ---------------- |
| 2004             | Atenas (Grecia)  | Medalla de bronce | Ocho con timonel |